# Diviziunea de recensământ 13, Alberta
Diviziunea de recensământ din provincia canadiană Alberta cuprinde:
- Cities (Orașe)

- Towns (Localități urbane)
  - Athabasca
  - Barrhead
  - Mayerthorpe
  - Onoway
  - Westlock
  - Whitecourt

- Villages (Sate)
  - Alberta Beach
  - Boyle
  - Clyde

- Summer villages (Sate de vacanță)
  - Birch Cove
  - Bondiss
  - Castle Island
  - Island Lake
  - Island Lake South
  - Larkspur
  - Mewatha Beach
  - Nakamun Park
  - Ross Haven
  - Sandy Beach
  - Silver Sands
  - South Baptiste
  - South View
  - Sunrise Beach
  - Sunset Beach
  - Sunset Point
  - Val Quentin
  - West Baptiste
  - West Cove
  - Whispering Hills
  - Yellowstone

- Municipal districts (Districte municipale)
  - Athabasca County
  - Barrhead No. 11, County of
  - Lac Ste. Anne County
  - Thorhild County
  - Westlock County
  - Woodlands County
- Improvement districts (Teritorii neîncorporate)

- Indian reserves (Rezervații indiene)
  - Alexis 133